# La Ronde River
La Ronde River är ett vattendrag i Dominica.   Det ligger i parishen Saint Patrick, i den södra delen av landet, 15 km öster om huvudstaden Roseau. La Ronde River ligger på ön Dominica.